# Don't Stop (Funkin' 4 Jamaica)
Don't Stop (Funkin' 4 Jamaica) è una canzone scritta e prodotta dalla cantautrice statunitense Mariah Carey, insieme a DJ Clue, Duro, e Mystikal, e registrata per l'ottavo album della Carey Glitter del 2001.
La canzone è costruita intorno ad un campionamento del brano degli anni ottanta Funkin' for Jamaica (N.Y.), ed è stata prodotta da Tom Browne e Toni Smith, e comprende una parte rap interpretata da Mystikal.
Il brano è stato pubblicato come terzo singolo estratto dall'album Glitter nel 2001.

## Classifiche
| Classifica (2001)                               | Posizione più alta |
| ----------------------------------------------- | ------------------ |
| U.S. Billboard Bubbling Under Hot 100 Singles   | 23                 |
| U.S. Billboard Hot R&B/Hip-Hop Singles & Tracks | 42                 |
| Regno Unito 1                                   | 32                 |
| Australia 1                                     | 36                 |

1 "Never Too Far"/"Don't Stop (Funkin' 4 Jamaica)".